# Dipartimento di Montenotte

Stemma di Savona nell'Impero napoleonico

Dipartimento di Montenotte era il nome del dipartimento n.108 del Primo Impero francese, nell'attuale Italia. Il nome era dovuto alla Battaglia di Montenotte del 1796, combattuta nel suo territorio, presso Cairo Montenotte. Il suo capoluogo fu Savona.
Fu creato il 6 giugno 1805, su parte della precedente Repubblica di Genova, fra le odierne province di Savona, Alessandria, Imperia e Cuneo. Era suddiviso negli arrondissement di Savona, Acqui Terme, Porto Maurizio e Ceva, divisi nei seguenti cantons:
- Savona: Cairo, Finale, Pietra, Noli, Quiliano, Sassello, Savona, Varazze.
- Acqui: Acqui, Castelletto d'Orba, Dego, Incisa, Nizza Monferrato, Santo Stefano Belbo, Spigno, Visone.
- Ceva: Calizzano, Ceva, Dogliani, Garessio, Millesimo, Murazzano, Ormea, Saliceto.
- Porto Maurizio: Alassio, Albenga, Borgomaro, Diano Marina, Oneglia, Pieve di Teco, Porto Maurizio, Santo Stefano.

Esistette fino al 1814 e i prefetti furono:
- Hugues Eugène Nardon (8 ottobre 1805 - 1806)
- Gilbert Joseph Gaspard, barone di Chabrol de Volvic (31 gennaio 1806 - 23 dicembre 1812)
- Antoine Jean Louis François Ignace, conte di Brignole-Sale (12 marzo 1813 - 1814)